# Мануела Мельгг
Мануела Мельгг (28 серпня 1983 , Бруніко, Трентіно-Альто-Адідже ) - колишня італійська гірськолижниця, багаторазова призерка етапів Кубка світу, учасниця трьох зимових Олімпійських ігор та семи чемпіонатів світу. Спеціалізувалася на слаломних дисциплінах. Молодша сестра гірськолижника Манфреда Мельгга.

## Спортивна кар'єра
У Кубку світу Мельгг дебютувала 2000 року, а в листопаді 2004 року вперше потрапила до трійки найкращих на етапі Кубка світу. Загалом за кар'єру 14 разів потрапляла до трійки найкращих на етапах Кубка світу: 12 у гігантському слаломі та 2 у слаломі. Входить до десятки найкращих італійських гірськолижниць за кількістю подіумів за кар'єру в Кубку світу. Найкраще досягненням Мануели в загальному заліку Кубка світу - 15-те місце в сезоні 2008-2009. У сезоні 2007-2008 посіла третє місце у заліку гігантського слалому (позаду Деніз Карбон та Елізабет Гергль).
На Олімпіаді-2006 у Турині посіла 19-те місце в слаломі, а ще стартувала в гігантському слаломі, але не змогла фінішувати.
На Олімпіаді-2010 у Ванкувері взяла участь у двох дисциплінах: гігантському слаломі – 17-те місце, слаломі – 11-те.
Олімпійські ігри 2014 пропустила через травму.
На Олімпійських іграх 2018 року в Пхьончхані лідирувала після першої спроби в гігантському слаломі, випереджаючи Мікейлу Шиффрін на 0,20 сек, але в другій спробі показала лише 23-й результат і в підсумку посіла 8-ме місце. У слаломі посіла 23-тє місце.
За свою кар'єру взяла участь у семи чемпіонатах світу, найкращий результат — 6-те місце в слаломі та гігантському слаломі на чемпіонаті 2011 року та 6-те місце в гігантському слаломі на чемпіонаті світу 2017 року.
Завершила кар'єру в березні 2018 року невдовзі після Олімпійських ігор у Пхьончхані.
Використовувала лижі виробництва фірми Rossignol.

## Результати в Кубку світу
Усі результати наведено за даними Міжнародної федерації лижного спорту.

### Підсумкові місця в Кубку світу за роками
| Сезон | Вік | Загальний залік | Слалом | Гігантський слалом | Супергігант | Швидкісний спуск | Гірськолижна комбінація |
| ----- | --- | --------------- | ------ | ------------------ | ----------- | ---------------- | ----------------------- |
| 2003  | 19  | 57              | 33     | 34                 | 54          | —                | 11                      |
| 2004  | 20  | 59              | 40     | 22                 | —           | —                | —                       |
| 2005  | 21  | 35              | 17     | 26                 | —           | —                | —                       |
| 2006  | 22  | 39              | 26     | 19                 | —           | —                | 28                      |
| 2007  | 23  | 23              | 19     | 8                  | —           | —                | —                       |
| 2008  | 24  | 18              | 21     | 3                  | —           | —                | —                       |
| 2009  | 25  | 15              | 15     | 5                  | —           | —                | —                       |
| 2010  | 26  | 22              | 15     | 7                  | —           | —                | —                       |
| 2011  | 27  | 22              | 9      | 14                 | —           | —                | —                       |
| 2012  | 28  | 29              | 13     | 22                 | —           | —                | —                       |
| 2013  | 29  | 72              | 40     | 35                 | —           | —                | —                       |
| 2014  | 30  | 46              | 41     | 18                 | —           | —                | —                       |
| 2015  | 31  | 39              | 25     | 17                 | —           | —                | —                       |
| 2016  | 32  | 40              | 26     | 15                 | —           | —                | —                       |
| 2017  | 33  | 30              | 27     | 9                  | —           | —                | —                       |
| 2018  | 34  | 32              | 36     | 7                  | —           | —                | —                       |

### П'єдестали в окремих заїздах
- 14 п'єдесталів (12 ГС, 2 СЛ)

| Сезон | Дата              | Місце проведення    | Дисципліна         | Місце |
| ----- | ----------------- | ------------------- | ------------------ | ----- |
| 2005  | 28 листопада 2004 | Аспен (США)         | Слалом             | 2-ге  |
| 2008  | 24 листопада 2007 | Панорама (Канада)   | Гігантський слалом | 3-тє  |
| 2008  | 12 січня 2008     | Марибор (Словенія)  | Гігантський слалом | 2-ге  |
| 2008  | 15 березня 2008   | Борміо (Італія)     | Гігантський слалом | 2-ге  |
| 2009  | 13 грудня 2008    | Ла Моліна (Іспанія) | Гігантський слалом | 2-ге  |
| 2009  | 28 грудня 2008    | Земмеринґ (Австрія) | Гігантський слалом | 2-ге  |
| 2009  | 14 березня 2009   | Åre (Швеція)        | Гігантський слалом | 3-тє  |
| 2010  | 29 грудня 2009    | Лієнц (Австрія)     | Гігантський слалом | 2-ге  |
| 2011  | 23 жовтня 2010    | Зельден (Австрія)   | Гігантський слалом | 3-тє  |
| 2011  | 4 січня 2011      | Загреб (Хорватія)   | Слалом             | 3-тє  |
| 2017  | 27 грудня 2016    | Земмеринґ (Австрія) | Гігантський слалом | 3-тє  |
| 2018  | 28 жовтня 2017    | Зельден (Австрія)   | Гігантський слалом | 3-тє  |
| 2018  | 25 листопада 2017 | Кіллінґтон (США)    | Гігантський слалом | 3-тє  |
| 2018  | 19 грудня 2017    | Куршевель (Франція) | Гігантський слалом | 3-тє  |

## Результати на чемпіонатах світу
Усі результати наведено за даними Міжнародної федерації лижного спорту.
| Рік  | Вік | Слалом | Гігантський слалом | Супергігант | Швидкісний спуск | Гірськолижна комбінація |
| ---- | --- | ------ | ------------------ | ----------- | ---------------- | ----------------------- |
| 2005 | 19  | 15     | 7                  | —           | —                | —                       |
| 2005 | 21  | —      | —                  | —           | —                | —                       |
| 2007 | 23  | 20     | 11                 | —           | —                | —                       |
| 2009 | 25  | Диск.2 | НФ1                | —           | —                | —                       |
| 2011 | 27  | 6      | 6                  | —           | —                | —                       |
| 2013 | 29  | 25     | 11                 | —           | —                | —                       |
| 2015 | 31  | НФ2    | 20                 | —           | —                | —                       |
| 2017 | 33  | НФ1    | 6                  | —           | —                | —                       |

## Результати на Олімпійських іграх
Усі результати наведено за даними Міжнародної федерації лижного спорту.
| Рік  | Вік | Слалом | Гігантський слалом | Супергігант | Швидкісний спуск | Гірськолижна комбінація |
| ---- | --- | ------ | ------------------ | ----------- | ---------------- | ----------------------- |
| 2006 | 22  | 19     | НФ1                | —           | —                | —                       |
| 2010 | 26  | 11     | 17                 | —           | —                | —                       |
| 2014 | 30  | —      | —                  | —           | —                | —                       |
| 2018 | 34  | 23     | 8                  | —           | —                | —                       |